# أغناسيو أتشوكارو
أغناسيو أتشوكارو (بالإسبانية: Ignacio Achúcarro)‏ مواليد 31 يوليو 1936 في أسونسيون، هو لاعب كرة قدم باراغواياني سابق كان يلعب في مركز الدفاع. سبق له أن لعب في كأس العالم لكرة القدم مع منتخب بلاده في مونديال 1958.

## المسيرة الاحترافية

### أندية لعب لها
- أوليمبيا أسونسيون
- نادي إشبيلية

## روابط خارجية
- أغناسيو أتشوكارو على موقع الاتحاد الدولي (مؤرشف)  (الإنجليزية)
- أغناسيو أتشوكارو على موقع قاعدة بيانات كرة القدم.إي يو (الإنجليزية)
- أغناسيو أتشوكارو على موقع ناشيونال فوتبول تيمز (الإنجليزية)
- أغناسيو أتشوكارو على موقع عالم كرة القدم.نت (الإنجليزية)